# 巴斯韦勒
巴斯韦勒（德語：Baesweiler，發音：[ˈbaːsvaɪlɐ] ⓘ）是德国北莱茵-威斯特法伦州科隆行政区亚琛城市区的城市，面积27.84平方千米，2023年12月31日人口为28,005人。